# Santolininae
Santolininae es una subtribu perteneciente a la subfamilia Asteroideae de la familia Asteraceae.

## Descripción
Las especies de esta subtribu son hierbas,  o arbustos, perennes o anuales. El indumento de estas especies también pueden estar presentes el pelo estrellado. Las hojas están dispuestas de una manera alterna. La lámina puede ser compacta o lobulada hasta 2-3 - pinnosecta (en algunas especies es vermiforme). Las inflorescencias están compuestas de cabezas  solitarias en corimbos laxos. La estructura de la cabeza es típico de la familia Asteraceae : un tallo de apoyo a una concha semiesférica (raramente ob-cónica o urceolada) compuesta de diferentes escalas (o brácteas ) en 3 líneas  que sirven como protección para el receptáculo plano-convexo (sin lana) en el que se encuentran dos tipos de flores: las externas radiantes liguladas y femeninas (o estériles) y las internas del disco,  tubulares y hermafroditas. El color de la flor es de color blanco, amarillo o naranja. Las corolas de los flósculos del disco tienen 5 lóbulos. Las frutas son aquenios con un pericarpio delgado. 

## Distribución y hábitat
Las especies de este grupo se distribuyen principalmente en la cuenca del Mediterráneo.

## Géneros
La subtribu comprende 5 géneros y 23 especies:
- Chamaemelum Mill. (2 spp.)
- Cladanthus Cass. (5 spp.)
- Mecomischus Coss. ex Benth. & Hook. f. (2 spp.)
- Rhetinolepis Coss. (1 sp.)
- Santolina L. (13 spp.)